# ناو هواپیمابر وردن
ناو هواپیمابر وردون (به انگلیسی: French aircraft carrier Verdun) یک کشتی بود که طول آن ۲۶۲ متر (۸۶۰ فوت) بود.